# Cometa Skjellerup-Maristany
El cometa Skjellerup-Maristany, nombre oficial C/1927 X1, 1927 IX, y 1927k, fue un cometa que se volvió muy brillante en el año 1927. Fue descubierto por separado  por dos astrónomos aficionados: John Francis Skjellerup en Australia el 28 de noviembre de 1927 y Edmundo Maristany en Argentina el 6 de diciembre de 1927, y fue notorio por su fuerte aspecto amarillo, causado por la emisión de átomos de sodio. Fue considerado un Gran cometa.